# 5269 Paustovskij
Az 5269 Paustovskij (ideiglenes jelöléssel 1978 SL6) a Naprendszer kisbolygóövében található aszteroida. Nyikolaj Sztyepanovics Csernih fedezte fel 1978. szeptember 28-án.